# 苏貌
苏貌（1928年12月5日—1997年7月24日），緬甸政治人物、軍人。

## 生平
苏貌是緬甸國防軍大將。他在盛伦領導的緬甸政府中擔任國防部長之職。1988年8月，盛伦因8888民主運動的衝擊而下臺，由貌貌領導的文官政府取代。不久后苏貌在9月18日發動政變，推翻貌貌領導的文官政府，並成立國家恢復法律和秩序委員會接管全國，自任主席。9月21日，兼任緬甸總理。
他以強硬手段控制局勢，同時解散了緬甸社會主義綱領黨，並承諾會舉行多黨制選舉。然而，在1990年緬甸議會選舉中，翁山蘇姬領導的全國民主聯盟取得大部份席位，苏貌領導的國家恢復法律和秩序委員會拒絕承認這一結果。

## 下台
1992年4月23日，以健康原因辭去國家恢復法律和秩序委員會主席及緬甸總理職務，結束4年統治，由丹瑞接任。
有傳言稱他被丹瑞等軍官奪權軟禁，亦有報導稱他精神崩潰，自認為是11世紀的一位戰士國王投胎轉世；也有人認為他打算自行結束軍管，並將領導權交給1990年原大選勝出、由翁山蘇姬領導的全國民主聯盟，透過與其談判從而逐步交出權力，但被丹瑞及數名強硬派將軍得悉導致他被逐出權力核心。